# Óscar González Marcos
Óscar Javier González Marcos, detto semplicemente Óscar (Salamanca, 12 novembre 1982), è un ex calciatore spagnolo, di ruolo centrocampista.

## Club

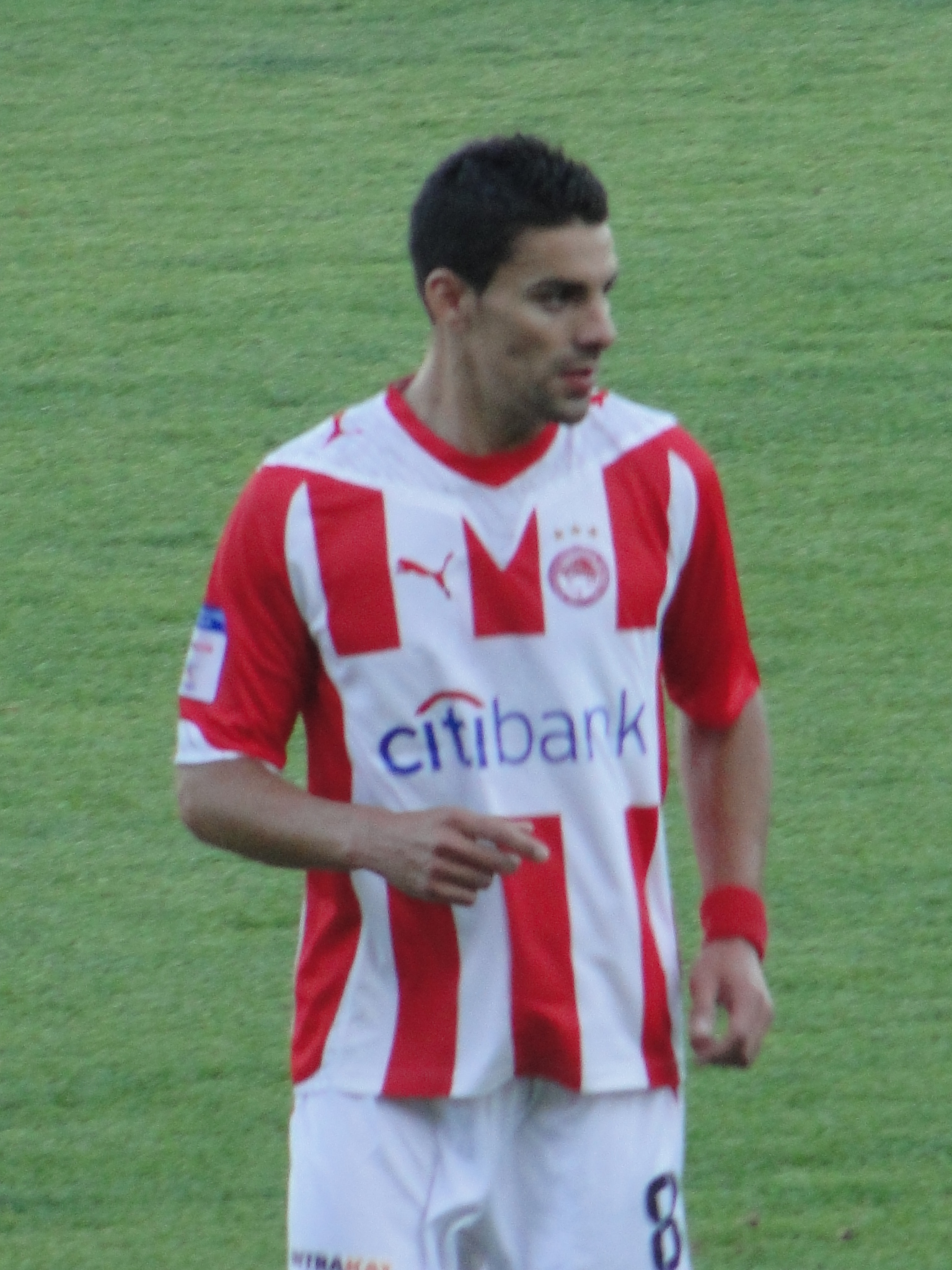
Óscar con la maglia dell'Olympiakos

Iniziò la sua carriera nell'U.D Santa Marta, nelle categorie inferiori spagnole.
Nel 2000, all'età di 18 anni, si trasferì al Real Valladolid, entrando inizialmente nel settore giovanile. Esordì il 7 ottobre 2001, contro il Las Palmas.
Le prime due stagioni in maglia biancoviola (2001-2002 e 2002-2003) furono discrete, terminate con un totale di 44 partite e 3 gol.
Fu però la stagione successiva (2003-2004) a dargli visibilità: nella stagione che culminò con la retrocessione del Valladolid in Segunda División, Óscar disputò 37 partite segnando 10 gol.
Attirò l'attenzione del Real Saragozza che lo acquistò nell'estate 2004 per 3 milioni di euro.
Con il Saragozza trascorse 4 stagioni giocate quasi interamente da titolare e vinse una Supercoppa di Spagna nell'agosto 2004 contro il Valencia.
Nel giugno 2008 si trasferì all'Olympiakos per 4,3 milioni di euro siglando un contratto triennale.
Terminato il suo contratto con la squadra greca fece ritorno al club che lo lanciò nel calcio dei grandi: il Real Valladolid dove però giocherà in Segunda División spagnola

## Nazionale
Ha giocato nella Nazionale spagnola a livello giovanile.

## Statistiche

### Presenze e reti nei club
| Stagione               | Squadra                | Campionato             | Campionato | Campionato | Coppe nazionali | Coppe nazionali | Coppe nazionali | Coppe continentali | Coppe continentali | Coppe continentali | Altre coppe | Altre coppe | Altre coppe | Totale | Totale |
| Stagione               | Squadra                | Comp                   | Pres       | Reti       | Comp            | Pres            | Reti            | Comp               | Pres               | Reti               | Comp        | Pres        | Reti        | Pres   | Reti   |
| ---------------------- | ---------------------- | ---------------------- | ---------- | ---------- | --------------- | --------------- | --------------- | ------------------ | ------------------ | ------------------ | ----------- | ----------- | ----------- | ------ | ------ |
| 2001-2002              | Real Valladolid        | PD                     | 14         | 0          | CDR             | 3               | 2               | -                  | -                  | -                  | -           | -           | -           | 17     | 2      |
| 2002-2003              | Real Valladolid        | PD                     | 30         | 2          | CDR             | 4               | 1               | -                  | -                  | -                  | -           | -           | -           | 34     | 3      |
| 2003-2004              | Real Valladolid        | PD                     | 37         | 10         | CDR             | 0               | 0               | -                  | -                  | -                  | -           | -           | -           | 37     | 10     |
| Totale Real Valladolid | Totale Real Valladolid | Totale Real Valladolid | 81         | 12         |                 | 7               | 3               |                    | -                  | -                  |             | -           | -           | 89     | 15     |
| 2004-2005              | Saragozza              | PD                     | 31         | 6          | CDR             | 0               | 0               | UEFA               | 6                  | 0                  | -           | -           | -           | 37     | 6      |
| 2005-2006              | Saragozza              | PD                     | 36         | 4          | CDR             | 9               | 2               | -                  | -                  | -                  | -           | -           | -           | 45     | 6      |
| 2006-2007              | Saragozza              | PD                     | 30         | 3          | CDR             | 6               | 1               | -                  | -                  | -                  | -           | -           | -           | 36     | 4      |
| 2007-2008              | Saragozza              | PD                     | 32         | 2          | CDR             | 2               | 0               | UEFA               | 0                  | 0                  | -           | -           | -           | 34     | 2      |
| Totale Saragozza       | Totale Saragozza       | Totale Saragozza       | 129        | 15         |                 | 17              | 3               |                    | 6                  | 0                  |             | -           | -           | 152    | 18     |
| 2008-2009              | Olympiacos             | SLE                    | 20         | 3          | KE              | 7               | 1               | UCL+UEFA           | 1+5                | 0+1                | -           | -           | -           | 33     | 5      |
| 2009-2010              | Olympiacos             | SLE                    | 19+6       | 2+0        | KE              | 1               | 0               | UCL                | 6                  | 0                  | -           | -           | -           | 32     | 2      |
| lug.-ago. 2010         | Olympiacos             | SLE                    | 0          | 0          | KE              | 0               | 0               | UCL                | 3                  | 2                  | -           | -           | -           | 3      | 2      |
| Totale Olympiakos      | Totale Olympiakos      | Totale Olympiakos      | 45         | 5          |                 | 8               | 1               |                    | 15                 | 3                  |             | -           | -           | 68     | 9      |
| 2010-2011              | Real Valladolid        | SD                     | 27+2       | 7+1        | CDR             | 2               | 0               | -                  | -                  | -                  | -           | -           | -           | 31     | 8      |
| 2011-2012              | Real Valladolid        | SD                     | 34+4       | 13+1       | CDR             | 0               | 0               | -                  | -                  | -                  | -           | -           | -           | 38     | 14     |
| 2012-2013              | Real Valladolid        | PD                     | 35         | 12         | CDR             | 0               | 0               | -                  | -                  | -                  | -           | -           | -           | 35     | 12     |
| 2013-2014              | Real Valladolid        | PD                     | 22         | 1          | CDR             | 1               | 0               | -                  | -                  | -                  | -           | -           | -           | 23     | 1      |
| 2014-2015              | Real Valladolid        | SD                     | 39+2       | 16+0       | CDR             | 2               | 0               | -                  | -                  | -                  | -           | -           | -           | 43     | 16     |
| 2015-2016              | Real Valladolid        | SD                     | 24         | 4          | CDR             | 0               | 0               | -                  | -                  | -                  | -           | -           | -           | 24     | 4      |
| Totale Real Valladolid | Totale Real Valladolid | Totale Real Valladolid | 189        | 55         |                 | 5               | 0               |                    | 15                 | 3                  |             | -           | -           | 194    | 55     |
| Totale carriera        | Totale carriera        | Totale carriera        | 444        | 87         |                 | 37              | 7               |                    | 21                 | 3                  |             | -           | -           | 502    | 97     |

## Palmarès
- Supercoppa di Spagna: 1

Real Saragozza: 2004
- Campionato greco: 1

Olympiakos: 2008-2009
- Coppa di Grecia: 1

Olympiakos: 2008-2009